# ビンキュリンファミリー
ビンキュリンファミリー（vinculin family）は、細胞接着の接着装置を構成する細胞膜裏打ちタンパク質の1つであるビンキュリン のタンパク質ファミリーである。

## ファミリー
ビンキュリンファミリーは以下の2つのタンパク質ファミリーを含む。
- ビンキュリン（vinculin）　（InterPro|IPR000633）
- αカテニン（α-catenin） （InterPro|IPR001033）

ビンキュリンは1979年に発見され、1980年にビンキュリンと命名された。
1991年、αカテニンの一次構造がビンキュリンの一次構造と有意に相同性があることが判明し、αカテニンはビンキュリンとタンパク質ファミリーになった 。